# Desperate Housewives/Staffel 1
Dieser Artikel enthält alle Episoden der ersten Staffel der US-amerikanischen Dramedy-Serie Desperate Housewives, sortiert nach der US-amerikanischen Erstausstrahlung. Sie wurden vom 3. Oktober 2004 bis zum 22. Mai 2005 auf dem US-amerikanischen Sender ABC gesendet. Die deutschsprachige Erstausstrahlung sendeten der Schweizer Free-TV-Sender SRF zwei und der österreichische Free-TV-Sender ORF eins vom 4. April bis zum 21. November 2005.

## Folgenleiste
| Folgenleiste der Figuren aus Desperate Housewives | Folgenleiste der Figuren aus Desperate Housewives | Folgenleiste der Figuren aus Desperate Housewives | Folgenleiste der Figuren aus Desperate Housewives | Folgenleiste der Figuren aus Desperate Housewives | Folgenleiste der Figuren aus Desperate Housewives | Folgenleiste der Figuren aus Desperate Housewives | Folgenleiste der Figuren aus Desperate Housewives | Folgenleiste der Figuren aus Desperate Housewives | Folgenleiste der Figuren aus Desperate Housewives | Folgenleiste der Figuren aus Desperate Housewives | Folgenleiste der Figuren aus Desperate Housewives | Folgenleiste der Figuren aus Desperate Housewives | Folgenleiste der Figuren aus Desperate Housewives | Folgenleiste der Figuren aus Desperate Housewives | Folgenleiste der Figuren aus Desperate Housewives | Folgenleiste der Figuren aus Desperate Housewives | Folgenleiste der Figuren aus Desperate Housewives | Folgenleiste der Figuren aus Desperate Housewives | Folgenleiste der Figuren aus Desperate Housewives | Folgenleiste der Figuren aus Desperate Housewives | Folgenleiste der Figuren aus Desperate Housewives | Folgenleiste der Figuren aus Desperate Housewives | Folgenleiste der Figuren aus Desperate Housewives | Folgenleiste der Figuren aus Desperate Housewives | Folgenleiste der Figuren aus Desperate Housewives |
| Staffel 1                                         | Staffel 1                                         | Staffel 1                                         | Staffel 1                                         | Staffel 1                                         | Staffel 1                                         | Staffel 1                                         | Staffel 1                                         | Staffel 1                                         | Staffel 1                                         | Staffel 1                                         | Staffel 1                                         | Staffel 1                                         | Staffel 1                                         | Staffel 1                                         | Staffel 1                                         | Staffel 1                                         | Staffel 1                                         | Staffel 1                                         | Staffel 1                                         | Staffel 1                                         | Staffel 1                                         | Staffel 1                                         | Staffel 1                                         | Staffel 1                                         | Staffel 1                                         |
| Figur                                             | Darsteller                                        | 1                                                 | 2                                                 | 3                                                 | 4                                                 | 5                                                 | 6                                                 | 7                                                 | 8                                                 | 9                                                 | 10                                                | 11                                                | 12                                                | 13                                                | 14                                                | 15                                                | 16                                                | 17                                                | 18                                                | 19                                                | 20                                                | 21                                                | 22                                                | 23                                                | Gesamt                                            |
| Hauptrollen                                       | Hauptrollen                                       | Hauptrollen                                       | Hauptrollen                                       | Hauptrollen                                       | Hauptrollen                                       | Hauptrollen                                       | Hauptrollen                                       | Hauptrollen                                       | Hauptrollen                                       | Hauptrollen                                       | Hauptrollen                                       | Hauptrollen                                       | Hauptrollen                                       | Hauptrollen                                       | Hauptrollen                                       | Hauptrollen                                       | Hauptrollen                                       | Hauptrollen                                       | Hauptrollen                                       | Hauptrollen                                       | Hauptrollen                                       | Hauptrollen                                       | Hauptrollen                                       | Hauptrollen                                       | Hauptrollen                                       |
| ------------------------------------------------- | ------------------------------------------------- | ------------------------------------------------- | ------------------------------------------------- | ------------------------------------------------- | ------------------------------------------------- | ------------------------------------------------- | ------------------------------------------------- | ------------------------------------------------- | ------------------------------------------------- | ------------------------------------------------- | ------------------------------------------------- | ------------------------------------------------- | ------------------------------------------------- | ------------------------------------------------- | ------------------------------------------------- | ------------------------------------------------- | ------------------------------------------------- | ------------------------------------------------- | ------------------------------------------------- | ------------------------------------------------- | ------------------------------------------------- | ------------------------------------------------- | ------------------------------------------------- | ------------------------------------------------- | ------------------------------------------------- |
| Susan Mayer                                       | Teri Hatcher                                      |                                                   |                                                   |                                                   |                                                   |                                                   |                                                   |                                                   |                                                   |                                                   |                                                   |                                                   |                                                   |                                                   |                                                   |                                                   |                                                   |                                                   |                                                   |                                                   |                                                   |                                                   |                                                   |                                                   | 23                                                |
| Lynette Scavo                                     | Felicity Huffman                                  |                                                   |                                                   |                                                   |                                                   |                                                   |                                                   |                                                   |                                                   |                                                   |                                                   |                                                   |                                                   |                                                   |                                                   |                                                   |                                                   |                                                   |                                                   |                                                   |                                                   |                                                   |                                                   |                                                   | 23                                                |
| Bree van de Kamp                                  | Marcia Cross                                      |                                                   |                                                   |                                                   |                                                   |                                                   |                                                   |                                                   |                                                   |                                                   |                                                   |                                                   |                                                   |                                                   |                                                   |                                                   |                                                   |                                                   |                                                   |                                                   |                                                   |                                                   |                                                   |                                                   | 23                                                |
| Gabrielle Solis                                   | Eva Longoria                                      |                                                   |                                                   |                                                   |                                                   |                                                   |                                                   |                                                   |                                                   |                                                   |                                                   |                                                   |                                                   |                                                   |                                                   |                                                   |                                                   |                                                   |                                                   |                                                   |                                                   |                                                   |                                                   |                                                   | 23                                                |
| Edie Britt                                        | Nicollette Sheridan                               |                                                   |                                                   |                                                   |                                                   |                                                   |                                                   |                                                   |                                                   |                                                   |                                                   |                                                   |                                                   |                                                   |                                                   |                                                   |                                                   |                                                   |                                                   |                                                   |                                                   |                                                   |                                                   |                                                   | 20                                                |
| Rex van de Kamp                                   | Steven Culp                                       |                                                   |                                                   |                                                   |                                                   |                                                   |                                                   |                                                   |                                                   |                                                   |                                                   |                                                   |                                                   | 1                                                 |                                                   |                                                   |                                                   |                                                   |                                                   |                                                   |                                                   |                                                   |                                                   |                                                   | 22                                                |
| Carlos Solis                                      | Ricardo Antonio Chavira                           |                                                   |                                                   |                                                   |                                                   |                                                   |                                                   |                                                   |                                                   |                                                   |                                                   |                                                   |                                                   |                                                   |                                                   |                                                   |                                                   |                                                   |                                                   |                                                   |                                                   |                                                   |                                                   |                                                   | 22                                                |
| Paul Young                                        | Mark Moses                                        |                                                   |                                                   |                                                   |                                                   |                                                   |                                                   |                                                   |                                                   |                                                   |                                                   |                                                   |                                                   |                                                   |                                                   |                                                   |                                                   |                                                   |                                                   |                                                   |                                                   |                                                   |                                                   |                                                   | 19                                                |
| Julie Mayer                                       | Andrea Bowen                                      |                                                   |                                                   |                                                   |                                                   |                                                   |                                                   |                                                   |                                                   |                                                   |                                                   |                                                   |                                                   |                                                   |                                                   |                                                   |                                                   |                                                   |                                                   |                                                   |                                                   |                                                   |                                                   |                                                   | 22                                                |
| John Rowland                                      | Jesse Metcalfe                                    |                                                   |                                                   |                                                   |                                                   |                                                   |                                                   |                                                   |                                                   |                                                   |                                                   |                                                   |                                                   |                                                   |                                                   |                                                   |                                                   |                                                   |                                                   |                                                   |                                                   |                                                   |                                                   |                                                   | 18                                                |
| Zach Young                                        | Cody Kasch                                        |                                                   |                                                   |                                                   |                                                   |                                                   |                                                   |                                                   |                                                   |                                                   |                                                   |                                                   |                                                   |                                                   |                                                   |                                                   |                                                   |                                                   |                                                   |                                                   |                                                   |                                                   |                                                   | 2                                                 | 14                                                |
| Mary Alice Young                                  | Brenda Strong                                     |                                                   |                                                   |                                                   |                                                   |                                                   |                                                   |                                                   |                                                   |                                                   |                                                   |                                                   |                                                   |                                                   |                                                   |                                                   |                                                   |                                                   |                                                   |                                                   |                                                   |                                                   |                                                   |                                                   | 23                                                |
| Mike Delfino                                      | James Denton                                      |                                                   |                                                   |                                                   |                                                   |                                                   |                                                   |                                                   |                                                   |                                                   |                                                   |                                                   |                                                   |                                                   |                                                   |                                                   |                                                   |                                                   |                                                   |                                                   |                                                   |                                                   |                                                   |                                                   | 20                                                |
| Gastrollen                                        |                                                   |                                                   |                                                   |                                                   |                                                   |                                                   |                                                   |                                                   |                                                   |                                                   |                                                   |                                                   |                                                   |                                                   |                                                   |                                                   |                                                   |                                                   |                                                   |                                                   |                                                   |                                                   |                                                   |                                                   |                                                   |
| Preston Scavo                                     | Brent Kinsman                                     |                                                   |                                                   |                                                   |                                                   |                                                   |                                                   |                                                   |                                                   |                                                   |                                                   |                                                   |                                                   |                                                   |                                                   |                                                   |                                                   |                                                   |                                                   |                                                   |                                                   |                                                   |                                                   |                                                   | 20                                                |
| Porter Scavo                                      | Shane Kinsman                                     |                                                   |                                                   |                                                   |                                                   |                                                   |                                                   |                                                   |                                                   |                                                   |                                                   |                                                   |                                                   |                                                   |                                                   |                                                   |                                                   |                                                   |                                                   |                                                   |                                                   |                                                   |                                                   |                                                   | 20                                                |
| Penny Scavo                                       | Dylan und Jordan Cline                            |                                                   |                                                   |                                                   |                                                   |                                                   |                                                   |                                                   |                                                   |                                                   |                                                   |                                                   |                                                   |                                                   |                                                   |                                                   |                                                   |                                                   |                                                   |                                                   |                                                   |                                                   |                                                   |                                                   | 18                                                |
| Tom Scavo                                         | Doug Savant                                       |                                                   |                                                   |                                                   |                                                   |                                                   |                                                   |                                                   |                                                   |                                                   |                                                   |                                                   |                                                   |                                                   |                                                   |                                                   |                                                   |                                                   |                                                   |                                                   |                                                   |                                                   |                                                   |                                                   | 17                                                |
| Parker Scavo                                      | Zane Huett                                        |                                                   |                                                   |                                                   |                                                   |                                                   |                                                   |                                                   |                                                   |                                                   |                                                   |                                                   |                                                   |                                                   |                                                   |                                                   |                                                   |                                                   |                                                   |                                                   |                                                   |                                                   |                                                   |                                                   | 16                                                |
| Andrew van de Kamp                                | Shawn Pyfrom                                      |                                                   |                                                   |                                                   |                                                   |                                                   |                                                   |                                                   |                                                   |                                                   |                                                   |                                                   |                                                   |                                                   |                                                   |                                                   |                                                   |                                                   |                                                   |                                                   |                                                   |                                                   |                                                   |                                                   | 10                                                |
| Danielle van de Kamp                              | Joy Lauren                                        |                                                   |                                                   |                                                   |                                                   |                                                   |                                                   |                                                   |                                                   |                                                   |                                                   |                                                   |                                                   |                                                   |                                                   |                                                   |                                                   |                                                   |                                                   |                                                   |                                                   |                                                   |                                                   |                                                   | 10                                                |
| Martha Huber                                      | Christine Estabrook                               |                                                   |                                                   |                                                   |                                                   |                                                   |                                                   |                                                   |                                                   |                                                   |                                                   |                                                   |                                                   |                                                   |                                                   |                                                   |                                                   |                                                   |                                                   |                                                   |                                                   |                                                   |                                                   |                                                   | 9                                                 |
| Noah Taylor                                       | Bob Gunton                                        |                                                   |                                                   |                                                   |                                                   |                                                   |                                                   |                                                   |                                                   |                                                   |                                                   |                                                   |                                                   |                                                   |                                                   |                                                   |                                                   |                                                   |                                                   |                                                   |                                                   |                                                   |                                                   |                                                   | 6                                                 |
| Karl Mayer                                        | Richard Burgi                                     | 1                                                 |                                                   |                                                   |                                                   |                                                   |                                                   |                                                   |                                                   |                                                   |                                                   |                                                   |                                                   |                                                   |                                                   |                                                   |                                                   |                                                   |                                                   |                                                   |                                                   |                                                   |                                                   |                                                   | 4                                                 |
| Natalie Klein                                     | Nike Doukas                                       |                                                   |                                                   |                                                   |                                                   |                                                   |                                                   |                                                   |                                                   |                                                   |                                                   |                                                   |                                                   |                                                   |                                                   |                                                   |                                                   |                                                   |                                                   |                                                   |                                                   |                                                   |                                                   |                                                   | 2                                                 |
| Dr. Albert Goldfine                               | Sam Lloyd                                         |                                                   |                                                   |                                                   |                                                   |                                                   |                                                   |                                                   |                                                   |                                                   |                                                   |                                                   |                                                   |                                                   |                                                   |                                                   |                                                   |                                                   |                                                   |                                                   |                                                   |                                                   |                                                   |                                                   | 5                                                 |
| Helen Rowland                                     | Kathryn Harrold                                   |                                                   | 1                                                 |                                                   |                                                   |                                                   |                                                   |                                                   |                                                   |                                                   |                                                   |                                                   |                                                   |                                                   |                                                   |                                                   |                                                   |                                                   |                                                   |                                                   |                                                   |                                                   |                                                   |                                                   | 3                                                 |
| Yao Lin                                           | Lucille Soong                                     |                                                   |                                                   |                                                   |                                                   |                                                   |                                                   |                                                   |                                                   |                                                   |                                                   |                                                   |                                                   |                                                   |                                                   |                                                   |                                                   |                                                   |                                                   |                                                   |                                                   |                                                   |                                                   |                                                   | 6                                                 |
| Ashley Bukowski                                   | Emily Christine                                   |                                                   |                                                   |                                                   |                                                   |                                                   |                                                   |                                                   |                                                   |                                                   |                                                   |                                                   |                                                   |                                                   |                                                   |                                                   |                                                   |                                                   |                                                   |                                                   |                                                   |                                                   |                                                   |                                                   | 3                                                 |
| Mr. Shaw                                          | Richard Roundtree                                 |                                                   |                                                   |                                                   |                                                   |                                                   |                                                   |                                                   |                                                   |                                                   |                                                   |                                                   |                                                   |                                                   |                                                   |                                                   |                                                   |                                                   |                                                   |                                                   |                                                   |                                                   |                                                   |                                                   | 5                                                 |
| Jonathan Lisco                                    | John Newton                                       |                                                   |                                                   |                                                   |                                                   |                                                   |                                                   |                                                   |                                                   |                                                   |                                                   |                                                   |                                                   |                                                   |                                                   |                                                   |                                                   |                                                   |                                                   |                                                   |                                                   |                                                   |                                                   |                                                   | 2                                                 |
| Elenora Butters                                   | Mary Pat Gleason                                  |                                                   |                                                   |                                                   |                                                   |                                                   |                                                   |                                                   |                                                   |                                                   |                                                   |                                                   |                                                   |                                                   |                                                   |                                                   |                                                   |                                                   |                                                   |                                                   |                                                   |                                                   |                                                   |                                                   | 1                                                 |
| Juanita „Mama“ Solis                              | Lupe Ontiveros                                    |                                                   |                                                   |                                                   |                                                   |                                                   |                                                   |                                                   |                                                   |                                                   |                                                   |                                                   |                                                   |                                                   |                                                   |                                                   |                                                   |                                                   |                                                   |                                                   |                                                   |                                                   |                                                   |                                                   | 6                                                 |
| Ida Greenberg                                     | Pat Crawford Brown                                |                                                   |                                                   |                                                   |                                                   |                                                   |                                                   |                                                   |                                                   |                                                   |                                                   |                                                   |                                                   |                                                   |                                                   |                                                   |                                                   |                                                   |                                                   |                                                   |                                                   |                                                   |                                                   |                                                   | 4                                                 |
| Mr. Lentz                                         | Harry S. Murphy                                   |                                                   |                                                   |                                                   |                                                   |                                                   |                                                   |                                                   |                                                   |                                                   |                                                   |                                                   |                                                   |                                                   |                                                   |                                                   |                                                   |                                                   |                                                   |                                                   |                                                   |                                                   |                                                   |                                                   | 2                                                 |
| Alberta Fromme                                    | Betty Murphy                                      |                                                   |                                                   |                                                   |                                                   |                                                   |                                                   |                                                   |                                                   |                                                   |                                                   |                                                   |                                                   |                                                   |                                                   |                                                   |                                                   |                                                   |                                                   |                                                   |                                                   |                                                   |                                                   |                                                   | 1                                                 |
| Maisy Gibbons                                     | Sharon Lawrence                                   |                                                   |                                                   |                                                   |                                                   |                                                   |                                                   |                                                   |                                                   |                                                   |                                                   |                                                   |                                                   |                                                   |                                                   |                                                   |                                                   |                                                   |                                                   |                                                   |                                                   |                                                   |                                                   |                                                   | 3                                                 |
| Dr. Sicher                                        | Gregg Daniel                                      |                                                   |                                                   |                                                   |                                                   |                                                   |                                                   |                                                   |                                                   |                                                   |                                                   |                                                   |                                                   |                                                   |                                                   |                                                   |                                                   |                                                   |                                                   |                                                   |                                                   |                                                   |                                                   |                                                   | 2                                                 |
| Jordana Geist                                     | Stacey Travis                                     |                                                   |                                                   |                                                   |                                                   |                                                   |                                                   |                                                   |                                                   |                                                   |                                                   |                                                   |                                                   |                                                   |                                                   |                                                   |                                                   |                                                   |                                                   |                                                   |                                                   |                                                   |                                                   |                                                   | 2                                                 |
| Dan Peterson                                      | Edward Edwards                                    |                                                   |                                                   |                                                   |                                                   |                                                   |                                                   |                                                   |                                                   |                                                   |                                                   |                                                   |                                                   |                                                   |                                                   |                                                   |                                                   |                                                   |                                                   |                                                   |                                                   |                                                   |                                                   |                                                   | 2                                                 |
| Kendra Taylor                                     | Heather Stephens                                  |                                                   |                                                   |                                                   |                                                   |                                                   |                                                   |                                                   |                                                   |                                                   |                                                   |                                                   |                                                   |                                                   |                                                   |                                                   |                                                   |                                                   |                                                   |                                                   |                                                   |                                                   |                                                   |                                                   | 2                                                 |
| Janie Peterson                                    | Elizabeth Storm                                   |                                                   |                                                   |                                                   |                                                   |                                                   |                                                   |                                                   |                                                   |                                                   |                                                   |                                                   |                                                   |                                                   |                                                   |                                                   |                                                   |                                                   |                                                   |                                                   |                                                   |                                                   |                                                   |                                                   | 2                                                 |
| Father Crowley                                    | Jeff Doucette                                     |                                                   |                                                   |                                                   |                                                   |                                                   |                                                   |                                                   |                                                   |                                                   |                                                   |                                                   |                                                   |                                                   |                                                   |                                                   |                                                   |                                                   |                                                   |                                                   |                                                   |                                                   |                                                   |                                                   | 3                                                 |
| Justin                                            | Ryan Carnes                                       |                                                   |                                                   |                                                   |                                                   |                                                   |                                                   |                                                   |                                                   |                                                   |                                                   |                                                   |                                                   |                                                   |                                                   |                                                   |                                                   |                                                   |                                                   |                                                   |                                                   |                                                   |                                                   |                                                   | 5                                                 |
| Claire                                            | Marla Sokoloff                                    |                                                   |                                                   |                                                   |                                                   |                                                   |                                                   |                                                   |                                                   |                                                   |                                                   |                                                   |                                                   |                                                   |                                                   |                                                   |                                                   |                                                   |                                                   |                                                   |                                                   |                                                   |                                                   |                                                   | 3                                                 |
| Alejandro Perez                                   | 3                                                 |                                                   |                                                   |                                                   |                                                   |                                                   |                                                   |                                                   |                                                   |                                                   |                                                   |                                                   |                                                   |                                                   |                                                   |                                                   |                                                   |                                                   |                                                   |                                                   |                                                   |                                                   |                                                   |                                                   | 1                                                 |
| Felicia Tilman                                    | Harriet Sansom Harris                             |                                                   |                                                   |                                                   |                                                   |                                                   |                                                   |                                                   |                                                   |                                                   |                                                   |                                                   |                                                   |                                                   |                                                   |                                                   |                                                   |                                                   |                                                   |                                                   |                                                   |                                                   |                                                   |                                                   | 9                                                 |
| George Williams                                   | Roger Bart                                        |                                                   |                                                   |                                                   |                                                   |                                                   |                                                   |                                                   |                                                   |                                                   |                                                   |                                                   |                                                   |                                                   |                                                   |                                                   |                                                   |                                                   |                                                   |                                                   |                                                   |                                                   |                                                   |                                                   | 6                                                 |
| Detective Copeland                                | Conor O’Farrell                                   |                                                   |                                                   |                                                   |                                                   |                                                   |                                                   |                                                   |                                                   |                                                   |                                                   |                                                   |                                                   |                                                   |                                                   |                                                   |                                                   |                                                   |                                                   |                                                   |                                                   |                                                   |                                                   |                                                   | 3                                                 |
| Karen McCluskey                                   | Kathryn Joosten                                   |                                                   |                                                   |                                                   |                                                   |                                                   |                                                   |                                                   |                                                   |                                                   |                                                   |                                                   |                                                   |                                                   |                                                   |                                                   |                                                   |                                                   |                                                   |                                                   |                                                   |                                                   |                                                   |                                                   | 2                                                 |
| Detective Sullivan                                | Nick Chinlund                                     |                                                   |                                                   |                                                   |                                                   |                                                   |                                                   |                                                   |                                                   |                                                   |                                                   |                                                   |                                                   |                                                   |                                                   |                                                   |                                                   |                                                   |                                                   |                                                   |                                                   |                                                   |                                                   |                                                   | 2                                                 |
| Tish Atherton                                     | Jill Brennan                                      |                                                   |                                                   |                                                   |                                                   |                                                   |                                                   |                                                   |                                                   |                                                   |                                                   |                                                   |                                                   |                                                   |                                                   |                                                   |                                                   |                                                   |                                                   |                                                   |                                                   |                                                   |                                                   |                                                   | 1                                                 |
| Mona Clarke                                       | Maria Cominis                                     |                                                   |                                                   |                                                   |                                                   |                                                   |                                                   |                                                   |                                                   |                                                   |                                                   |                                                   |                                                   |                                                   |                                                   |                                                   |                                                   |                                                   |                                                   |                                                   |                                                   |                                                   |                                                   |                                                   | 1                                                 |
| Ruth Ann Heisel                                   | Dagney Kerr                                       |                                                   |                                                   |                                                   |                                                   |                                                   |                                                   |                                                   |                                                   |                                                   |                                                   |                                                   |                                                   |                                                   |                                                   |                                                   |                                                   |                                                   |                                                   |                                                   |                                                   |                                                   |                                                   |                                                   | 1                                                 |
| Sophie Bremmer                                    | Lesley Ann Warren                                 |                                                   |                                                   |                                                   |                                                   |                                                   |                                                   |                                                   |                                                   |                                                   |                                                   |                                                   |                                                   |                                                   |                                                   |                                                   |                                                   |                                                   |                                                   |                                                   |                                                   |                                                   |                                                   |                                                   | 4                                                 |
| Morty Flickman                                    | Bob Newhart                                       |                                                   |                                                   |                                                   |                                                   |                                                   |                                                   |                                                   |                                                   |                                                   |                                                   |                                                   |                                                   |                                                   |                                                   |                                                   |                                                   |                                                   |                                                   |                                                   |                                                   |                                                   |                                                   |                                                   | 2                                                 |
| Reverend Sikes                                    | Dakin Matthews                                    |                                                   |                                                   |                                                   |                                                   |                                                   |                                                   |                                                   |                                                   |                                                   |                                                   |                                                   |                                                   |                                                   |                                                   |                                                   |                                                   |                                                   |                                                   |                                                   |                                                   |                                                   |                                                   |                                                   | 1                                                 |
| Annabel Foster                                    | Dagney Kerr                                       |                                                   |                                                   |                                                   |                                                   |                                                   |                                                   |                                                   |                                                   |                                                   |                                                   |                                                   |                                                   |                                                   |                                                   |                                                   |                                                   |                                                   |                                                   |                                                   |                                                   |                                                   |                                                   |                                                   | 3                                                 |
| Dr. Lee Craig                                     | Terry Bozeman                                     |                                                   |                                                   |                                                   |                                                   |                                                   |                                                   |                                                   |                                                   |                                                   |                                                   |                                                   |                                                   |                                                   |                                                   |                                                   |                                                   |                                                   |                                                   |                                                   |                                                   |                                                   |                                                   |                                                   | 2                                                 |
| Matthew Applewhite                                | Mehcad Brooks                                     |                                                   |                                                   |                                                   |                                                   |                                                   |                                                   |                                                   |                                                   |                                                   |                                                   |                                                   |                                                   |                                                   |                                                   |                                                   |                                                   |                                                   |                                                   |                                                   |                                                   |                                                   |                                                   |                                                   | 2                                                 |
| Betty Applewhite                                  | Alfre Woodard                                     |                                                   |                                                   |                                                   |                                                   |                                                   |                                                   |                                                   |                                                   |                                                   |                                                   |                                                   |                                                   |                                                   |                                                   |                                                   |                                                   |                                                   |                                                   |                                                   |                                                   |                                                   |                                                   |                                                   | 2                                                 |
| Deirdre Taylor                                    | Jolie Jenkins                                     |                                                   |                                                   |                                                   |                                                   |                                                   |                                                   |                                                   |                                                   |                                                   |                                                   |                                                   |                                                   |                                                   | 4                                                 |                                                   |                                                   |                                                   |                                                   |                                                   |                                                   |                                                   |                                                   |                                                   | 1                                                 |
| Figur                                             | Darsteller                                        | 1                                                 | 2                                                 | 3                                                 | 4                                                 | 5                                                 | 6                                                 | 7                                                 | 8                                                 | 9                                                 | 10                                                | 11                                                | 12                                                | 13                                                | 14                                                | 15                                                | 16                                                | 17                                                | 18                                                | 19                                                | 20                                                | 21                                                | 22                                                | 23                                                | Gesamt                                            |

## Episoden
| Nr. (ges.) | Nr. (St.) | Deutscher Titel          | Originaltitel                  | Erstausstrahlung USA | Deutschsprachige Erstausstrahlung (AT/CH) | Regie             | Drehbuch                                                           |
| --- | --------- | ------------------------ | ------------------------------ | -------------------- | ----------------------------------------- | ----------------- | ------------------------------------------------------------------ |
| 1 | 1         | Schmutzige Wäsche        | Pilot                          | 3. Okt. 2004         | 4. Apr. 2005                              | Charles McDougall | Marc Cherry                                                        |
| Die Hausfrau Mary Alice Young erschießt sich in ihrem Haus. Sie wird von ihrer geschwätzigen Nachbarin Martha Huber aufgefunden. Einige Tage nach dem Selbstmord findet eine Trauerfeier statt, bei der auch Mary Alice’ vier besten Freundinnen und Nachbarinnen Lynette, Bree, Gabbi und Susan ihrer gedenken. Sie alle leben in der Wisteria Lane. Es hat den Anschein, als wisse Paul Young, Mary Alice’ Ehemann, mehr über die Selbsttötung seiner Frau, als er seine Trauergäste wissen lassen will. Lynette Scavo, Vierfachmutter, hat für ihre Familie ihre Karriere geopfert und ist überfordert mit der Erziehung ihrer Kinder. Ihr Ehemann Tom ist meist auf Geschäftsreisen. Bree Van de Kamp, die perfektionistischste der Freundinnen, hat Streit mit ihrer Familie, die mit ihrem Lebensstil nicht mehr klarkommt. Sie lebt mit ihrem Mann Rex und ihren pubertierenden Kindern Andrew und Danielle zusammen. Ein gemeinsamer Restaurantbesuch endet mit einem Krankenhausaufenthalt von Rex aufgrund einer Zwiebelallergie. Rex beschuldigt Bree, dafür verantwortlich zu sein. Susan Mayer, geschieden und Mutter einer Tochter, ist die chaotische unter den Hausfrauen der Straße. Ihre vierzehnjährige Tochter Julie ist oft vernünftiger als sie. Auf der Trauerfeier lernt Susan den neuen Nachbarn Mike kennen. Susan ist an ihm interessiert und möchte sich mit ihm verabreden, jedoch hat auch Edie Britt, der Männermagnet der Straße, ein Auge auf ihn geworfen. Als Susan fälschlicherweise glaubt, Edie vergnüge sich mit Mike, stiftet sie versehentlich einen Brand, und Edies Haus brennt aus. Als die vier Hausfrauen wenig später beginnen, die Sachen von Mary Alice zusammenzupacken, entdecken sie zufällig einen Drohbrief, den Mary Alice an ihrem Todestag bekommen hat. Die vier Frauen beginnen zu rätseln, was es mit der Zeile: „Ich weiß, was Du getan hast!“ auf sich hat. |           |                          |                                |                      |                                           |                   |                                                                    |
| 2 | 2         | Unter der Oberfläche     | Ah, But Unterneath             | 10. Okt. 2004        | 11. Apr. 2005                             | Larry Shaw        | Marc Cherry                                                        |
| Gabrielle, die mit ihrem Gärtner John ein Verhältnis hat, befürchtet, dass ihr Mann hinter ihre Affäre kommt und beschließt, sich ab jetzt nicht mehr in ihrem Zuhause, sondern anderswo mit John zu vergnügen. Als er ihr eine rote Rose schenkt, die so perfekt sei wie sie, erkennt sie, dass sie für ihn viel mehr ist, als nur eine Affäre. Als Martha mit Edie in deren abgebrannten Haus nach Schmuck sucht, entdeckt sie einen Messbecher aus Glas, der nicht Edie gehört, wie diese ihr versichert. Als sie bemerkt, dass Susan sich einen neuen Becher gekauft hat, kommt ihr der Gedanke, dass Susan etwas mit dem Brand zu tun haben könnte, was sie aber erst einmal für sich behält. Susan buhlt ebenso wie Edie weiterhin um Mike. Zum Abschluss eines gemeinsamen Abendessens führt eine unglückliche Aktion Susans dazu, dass Mikes Hund Bongo ihren Ohrring verschluckt. Mike eilt mit ihm zum Tierarzt, womit die Verabredung abrupt endet. Bongo nimmt zwar keinen Schaden, trotzdem fühlt Susan sich schuldig. Mike offenbart ihr, dass ihm Bongo soviel bedeute, weil er ihm von seiner verstorbenen Frau anvertraut worden ist, wobei sie erkennt, dass er seine Frau immer noch liebt. Während Bree und Rex den Eheberater Dr. Albert Goldfine aufsuchen, um ihre am Abgrund stehende Ehe vielleicht doch noch zu retten, ist Lynette weiterhin mit der Erziehung ihrer drei lebhaften Söhne überfordert. Auch während einer Autofahrt gebärden sie sich außer Rand und Band. Als sie Martha davon erzählt, rät diese ihr, einfach anzuhalten, die Kinder auszusetzen, und weiterzufahren, um ihnen eine Lektion zu erteilen. Nach kurzer Zeit solle sie sie dann wieder einsammeln, bei ihr selbst sei diese Maßnahme seinerzeit sehr wirksam gewesen. Zwar läuft nicht alles so, wie geplant, aber erstmals hat Lynette Erfolg bei ihren Kindern. |           |                          |                                |                      |                                           |                   |                                                                    |
| 3 | 3         | Die nackte Wahrheit      | Pretty Little Picture          | 17. Okt. 2004        | 18. Apr. 2005                             | Arlene Sanford    | Marc Cherry                                                        |
| Als Susans Ex-Mann Karl seine Tochter übers Wochenende abholt, kommt es erneut zum Streit zwischen dem ehemaligen Paar. Nachdem Susan sich mit Karl aussprechen will, was wieder eskaliert, sperrt sie sich nackt aus ihrem Haus aus, und Mike findet sie in ihrer Hecke liegend. Am Ende bekommt sie von Brandy, der neuen Frau an Karls Seite, die Entschuldigung, die sich von Karl erhofft hatte. Bree veranstaltet zum Gedenken an die verstorbene Freundin ein Abendessen. Als Rex Carlos gegenüber zugibt, dass er und Bree wegen Schwierigkeiten in ihrer Ehe zu einem Eheberater gehen, empört das Bree so sehr, dass sie ihren Mann vor den Freunden bis auf die Knochen blamiert. Rex zieht daraufhin in ein Motel. Lynette, die ihrem gerade von einer Geschäftsreise zurückgekehrten Mann Tom die Kinder überlassen hat, um dem Abendessen bei Bree beizuwohnen, stellt bei ihrer Rückkehr mit Genugtuung fest, dass er das, was sie täglich leistet, nun in einem anderen Licht sieht. Gabrielle hat indes mit den Ansprüchen der kleinen Ashley zu kämpfen, die gerade neu ins Nachbarhaus gezogen ist, und sie und John beim Küssen überrascht hat. Um sie davon abzuhalten, etwas zu erzählen, sieht sie sich genötigt, auf Ashleys immer neu geäußerte Wünsche einzugehen. Zach Young, Mary Alice’ Sohn, ist empört, dass sein Vater Paul noch nicht einmal eines Traueranzeige in der Zeitung veröffentlicht hat, und wirft ihm vor, dass es so aussehe, als habe er Mary Alice bereits vergessen. Später findet er den Revolver, mit dem seine Mutter sich erschossen hat. Indes stößt Bree bei Dr. Goldfine auf ein Tonband, auf dem Gespräche zwischen ihm und Mary Alice festgehalten worden sind. Paul hingegen entnimmt einem Bericht im Fernsehen, dass die Truhe, die er in einem Fluss versenkt hatte, wieder an die Oberfläche gelangt ist und man beim Öffnen auf Leichenteile gestoßen ist. |           |                          |                                |                      |                                           |                   |                                                                    |
| 4 | 4         | Mit allen Mitteln        | Who's That Woman?              | 24. Okt. 2004        | 25. Apr. 2005                             | Jeff Melman       | Marc Cherry & Tom Spezialy                                         |
| Susan wird von Martha erpresst, die weiß, dass der Brand in Edies Haus von ihr verursacht worden ist. Das führt nicht nur dazu, dass sie Susan finanziell ausnutzt, sondern auch dazu, dass Susan sich gezwungen sieht, sich von Mike zugunsten Edies zurückzuziehen. In Zusammenarbeit mit ihrer Tochter Julie gelingt es Susan jedoch, das Corpus Delicti, den Messbecher, wieder an sich zu bringen, sodass Martha nichts mehr gegen sie in der Hand hat. Ein Kabelmonteur, der in Carlos und Garielles Haus einen Arbeitsunfall hat, wird von Carlos verdächtigt, eine Affäre mit seiner Frau zu haben. Er sucht ihn auf und schlägt ihn nieder, muss dann aber feststellen, dass der Mann homosexuell ist. Lynette wird von Mrs. Butters, der Lehrerin ihrer Zwillinge, darum gebeten, ihren Kindern ADS-Tabletten zu verabreichen, was sie jedoch nicht übers Herz bringt. Lieber nimmt sie selbst eine entsprechende Pille zur Beruhigung ein. Bree hat nach dem Auszug ihres Mannes große Probleme mit ihrem Sohn Andrew, der sich zunehmend von ihr distanziert und es auch an Respekt fehlen lässt. Sie überrascht ihn zusammen mit Freunden in einer Striptease-Bar. Durch das von Bree entwendete Tonband erfahren die Freundinnen, dass Mary Alices wirklicher Name Angela ist und sie sich mit Albträumen, die eine Frau betrafen, herumgeschlagen hat. Als sie ihren Witwer Paul, der das eheliche Haus wegen zu vieler schmerzlicher Erinnerungen verkaufen will, mit dem in Mary Alice Sachen gefundenen Zettel konfrontieren, erzählt er ihnen, dass seine Frau sich selbst Zettel zur Erinnerung geschrieben habe, die mit der Zeit richtig hasserfüllt geworden seien. Die Frauen glauben ihm kein Wort, sondern fangen an zu spekulieren, was der Grund für diese Lüge sei. |           |                          |                                |                      |                                           |                   |                                                                    |
| 5 | 5         | Eindringlinge            | Come In, Stranger              | 31. Okt. 2004        | 9. Mai 2005                               | Arlene Sanford    | Alexandra Cunningham                                               |
| Um an Informationen über seine Nachbarschaft zu kommen, bricht Mike in Alberta Frommes Haus ein, was natürlich nicht unbemerkt bleibt. Daraufhin gründet man in der Wisteria Lane eine Nachbarschaftswache. Der mit dem Fall befasste Polizist Thompson flirtet mit Susan, die sich erst geschmeichelt fühlt, dann aber schnell erkennt, dass dieser Mann nicht zu ihr passt. Mike rettet sie vor Nachstellungen, nachdem sie sich in einem berüchtigten Viertel von Fairview abrupt von dem Polizeibeamten verabschiedet hat. Im Wagen kommen sich beide näher. Carlos hegt weiter den Verdacht, dass Gabrielle ihn betrügt und ruft seine Mutter Juanita zu Hilfe, die seine Frau nun pausenlos überwacht. Gabrielle findet trotz allem einen Weg, sie für eine gewisse Zeit außer Gefecht zu setzen. Lynette und ihr Mann Tom setzen alles daran, ihre Zwillingssöhne auf einer Privatschule unterzubringen. Nachdem die von Bree erbetene Hilfe fehlschlägt, die Jungen in Berkley zu empfehlen, powert sie ihre Söhne derart aus, dass sie bei einer Vorstellung in der Schule so erschöpft sind, dass sie sich ausnahmsweise einmal ganz still und folgsam verhalten. Erst nachdem sie angenommen sind, muss der Direktor erkennen, wen er sich da ins Haus geholt hat. Als Bree Zach überrascht, wie er den Fußboden schrubbt, auf dem seine Mutter gestorben ist, und er andeutet, dass Mary Alice sich umgebracht hat, weil er etwas Schlimmes getan habe, hat sie einerseits Mitleid, ist aber andererseits auch neugierig, was sich hinter seiner Bemerkung verbirgt und lädt ihn nicht ohne Hintergedanken zu einem Vorweihnachtsessen ein. Als Bree dann ein zweites Essen wegen einer kurzfristigen Einladung von Rex absagt, bricht Zach in ihr Haus ein und dekoriert das gesamte Wohnzimmer weihnachtlich. Als Paul ihn darauf empört zur Rede stellt, kommt es zu Handgreiflichkeiten zwischen beiden. |           |                          |                                |                      |                                           |                   |                                                                    |
| 6 | 6         | Schlachtfelder           | Running to Stand Still         | 7. Nov. 2004         | 16. Mai 2005                              | Fred Gerber       | Tracey Stern                                                       |
| Da Zach seinen Vater angegriffen hat, wird er von Paul in eine Einrichtung der Jugendpsychiatrie eingeliefert. Die Frauen in der Wisteria Lane machen sich Gedanken, wo der Junge abgeblieben ist. Susan spioniert Paul nach und bekommt heraus, wo Zach sich befindet. Sie heckt einen Plan aus, wie sie Zach mit Julies Hilfe besuchen kann, um hinter sein Geheimnis zu kommen. Zach erzählt Julie, dass er einer gewissen Dana etwas angetan habe. Nachdem Gabrielle festgestellt hat, dass ihre Schwiegermutter spielsüchtig ist, nutzt sie dies zu ihrem Vorteil und setzt sie vor einem Spielcasino ab, um sich währenddessen mit John zu vergnügen. Nachdem Juanita 15.000 Dollar verloren hat, hat Gabrielle sie zunächst in der Hand, Juanita bemerkt jedoch schnell, dass Gabrielle von ihrer Schwäche wusste, und ist sich nun sicher, dass ihre Schwiegertochter eine Affäre hat. Brees Versuch, Rex im Motel zu verführen, um ihn dazu zu bewegen, wieder nach Hause zu kommen, schlägt fehl, da sie einfach nicht in der Lage ist, ihre Pingeligkeit zumindest während des Liebesspiels zu unterdrücken. Auch in einem späteren Gespräch kommt Bree nicht weiter. Als in der neuen Schule ihrer Zwillinge ein Theaterstück ansteht, tritt Lynette dem Organisationsteam bei. Dort lernt sie Maisy Gibbons kennen, mit der sie von Anfang an Schwierigkeiten hat. Zwischen beiden entbrennt ein Machtkampf. Um bei Änderungen am Skript von Rotkäppchen mitwirken zu können, übernimmt Lynette die Aufgabe, Kostüme für die Kinder zu nähen. Da Maisy immer neue Forderungen stellt, ist Lynette bald am Ende ihrer Kräfte. Nachdem sie sich entschlossen hat, eine der ADS-Tabletten zu schlucken, ist sie mühelos in der Lage alle Aufgaben zu bewältigen. |           |                          |                                |                      |                                           |                   |                                                                    |
| 7 | 7         | Gewinner und Verlierer   | Anything You Can Do            | 21. Nov. 2004        | 23. Mai 2005                              | Larry Shaw        | John Pardee & Joey Murphy                                          |
| Susan erzählt ihren Nachbarinnen davon, dass Zach in der Psychiatrie sei und dass er zu ihrer Tochter von einer mysteriösen Dana gesprochen habe. Etwas später stößt sie auf eine Decke, die sie Paul bei seiner Haushaltsauflösung abgekauft hat, auf die der Name Dana eingestickt ist. Lynette gerät mit Tom aneinander, als sie sich während eines von ihr unter Einnahme ihrer Wunderpillen vorbereiteten Geschäftsessen bei sich zu Hause einmischt und alle Aufmerksamkeit mit einem Vorschlag auf sich zieht. John will sich mit der Rolle, die Gabrielle ihm zugewiesen hat, nicht mehr abfinden und versetzt sie wegen einer Verabredung mit Danielle. Gabrielle versichert Danielle daraufhin, ihr behilflich zu sein, sie einer Modelschule in New York zu empfehlen. Die Familie Van de Kamp kommt zusammen, um die Kinder davon zu unterrichten, dass Rex die Scheidung eingereicht hat. Bree ist betroffen, als Andrew ihr eröffnet, dass er lieber bei seinem Vater wohnen möchte. Auch um das zu verhindern, schenkt Rex Andrew einen Sportwagen und versichert Danielle, ihre Modelkarriere finanzieren zu wollen. Andrew verursacht einen Unfall mit Fahrerflucht. Er fährt Juanita an, die, nachdem sie ein Foto gemacht hat, das ihre Schwiegertochter und John in flagranti zeigt, vor John, der ihr die Kamera abnehmen will, aus dem Haus flüchtet. Bevor der Krankenwagen kommt, kann Gabrielle die Kamera an sich bringen. Nachdem Bree erfasst, wer Juanita angefahren hat, trommelt sie die Familie zu einem Gespräch zusammen. Susans Verabredung mit Mike fällt ins Wasser wegen einer gewissen Kendra. Sie ist die Tochter von Mikes Auftraggeber Noah Taylor, und will Mike dazu bringen, seine Arbeit für ihren Vater einzustellen, was er ablehnt. Später rät Kendra Susan, Mike zu fragen, warum er in die Wisteria Lane gezogen sei. Paul hat Edie damit beauftragt, sein Haus so schnell wie möglich zu verkaufen. Dabei kommt ihm der Verdacht, dass Edie den ominösen Zettel an seine Frau geschrieben haben könnte. Als auch der von ihm beauftragte Privatdetektiv Jerry Shaw seinen Verdacht bestätigt, will er Edie dafür bestrafen. |           |                          |                                |                      |                                           |                   |                                                                    |
| 8 | 8         | Schuldig                 | Guilty                         | 28. Nov. 2004        | 30. Mai 2005                              | Fred Gerber       | Kevin Murphy                                                       |
| Susan findet in Mikes Haus eine Menge Geld und eine Schusswaffe. Als Mike herausfindet, dass Susan in seinen Sachen herumgeschnüffelt hat, fordert er sie auf, zu gehen. Doch beide merken schnell, dass sie nicht ohneeinander können und verbringen ihre erste Nacht miteinander. Bree und Rex beseitigen die Spuren von Andrews Tat. Nachdem alle Beweise vernichtet worden sind, wendet sich Andrew wieder dem normalen Alltag zu. Bree gefällt dies nicht. John hat Father Crowley die Affäre mit Gabrielle gebeichtet. Gabrielle hat nach dem Gespräch mit dem Priester Schuldgefühle Juanita und Carlos gegenüber. Lynette ist vollends überlastet mit ihrer Mutterrolle. Ihre Verzweiflung geht so weit, dass sie davon träumt, dass Mary Alice ihr bei einem Selbstmord hilft. Nach dem Traum flüchtet Lynette von zu Hause und bricht in einem Park zusammen. Bree und Susan kümmern sich um Lynette und machen ihr Mut. Als Jerry Shaw Edie umbringen will, findet er in letzter Minute heraus, dass es nicht Edie, sondern Martha war, die Mary Alice den Drohbrief geschrieben hat. Paul stattet Martha daraufhin einen Besuch ab und erschlägt sie mit einem Mixer. |           |                          |                                |                      |                                           |                   |                                                                    |
| 9 | 9         | Das Geständnis           | Suspicious Minds               | 12. Dez. 2004        | 6. Juni 2005                              | Jerry Shaw        | Jenna Bans                                                         |
| Gabrielle organisiert eine Wohltätigkeitsmodenschau, um etwas Gutes zu tun. Nachdem Johns Mutter von seiner Affäre erfahren hat, glaubt sie allerdings, dass es sich bei der Affäre um Susan handelt. So ruiniert Helen Susans Auftritt auf der Modenschau. Gabrielle gesteht Helen schließlich, dass sie es war, die mit John geschlafen hat. Noch bevor Gabrielle Carlos die Affäre beichten kann, wird er vom FBI abgeführt. Lynette ist mit vollem Engagement dabei, ein Kindermädchen einer anderen Familie abzuwerben. Bree will ihren Sohn wegen des Autounfalls bestrafen. Als sie von seinem Marihuanakonsum erfährt, schwärzt sie ihn bei seinem Schwimmtrainer an und somit wird Andrew aus der Mannschaft geworfen. Paul vergräbt Martha im Wald. Zach ist aus der Nervenheilanstalt ausgebrochen und findet Unterschlupf bei Julie. |           |                          |                                |                      |                                           |                   |                                                                    |
| 10 | 10        | Versteckspiel            | Come Back To Me                | 19. Dez. 2004        | 13. Juni 2005                             | Fred Gerber       | Patty Lin                                                          |
| Susan bemerkt, dass ihre Tochter Zach bei sich versteckt. Nachdem Mike und Susan Zach zu seinem Vater gebracht haben, ist Julie wütend auf ihre Mutter. Gabrielle ist damit beschäftigt, ihre Möbel in Brees Garage zu verstauen, da vom FBI alle von Carlos gekauften Gegenstände beschlagnahmt werden sollen. Als Carlos sie bittet, seinen Pass zu besorgen, damit er aus dem Gefängnis kommt, verbrennt Gabrielle ihn aus Wut. Nachdem Rex bei der Prostituierten Maisy Gibbons einen Herzinfarkt bekommen hat und ins Krankenhaus eingeliefert werden muss, erfährt auch Bree von den Eskapaden ihres Ehemannes. Bree schwört ihrem Noch-Ehemann Rache. Lynette ist eifersüchtig auf ihr Kindermädchen Claire, die scheinbar beliebter bei ihren Jungen ist als sie selbst. Edie macht sich Sorgen, da sie Martha einige Zeit nicht gesehen hat. Sie ruft schließlich die Polizei, die bei Martha vor verschlossener Haustüre stehen. |           |                          |                                |                      |                                           |                   |                                                                    |
| 11 | 11        | Die große Suche          | Move On                        | 9. Jan. 2005         | 20. Juni 2005                             | John David Coles  | David Schulner                                                     |
| Karl wurde von seiner neuen Freundin verlassen und versucht nun, Susan zurückzugewinnen. Doch als Susan von Edie erfährt, dass Karl und Edie bereits ein Techtelmechtel hatten, schließt Susan endgültig mit ihrem Ex-Mann ab und weiß nun sicher, dass sie zu Mike gehört. Gabrielle nimmt aus Geldnot einen Job als Autohostess an. Bree ist an dem Apotheker George Williams interessiert. Andrew ist wütend auf seine Mutter, dass sie sich so schnell in eine neue Liebschaft stürzt, bis Bree ihm erzählt, dass Rex sie betrogen hat. Nachdem Lynette erfahren hat, dass Tom das Kindermädchen Claire attraktiv findet, kündigt sie Claire. Marthas Schwester Felicia Tilman ist in die Wisteria Lane zu Edie gekommen, da sie sicher ist, dass Martha nicht mehr lebt. Die gesamte Straße macht sich im Wald auf die Suche nach Martha. Nachdem sie erfolglos waren, macht sich Paul noch einmal auf den Weg zu Marthas Leiche und entfernt einen Ring, um diesen in Mikes Garage zu verstecken und dadurch den Verdacht auf ihn zu lenken. Martha Hubers Leichnam wird von einem Mann im Wald entdeckt. |           |                          |                                |                      |                                           |                   |                                                                    |
| 12 | 12        | Asche auf mein Haupt     | Every Day A Little Death       | 16. Jan. 2005        | 27. Juni 2005                             | David Grossman    | Chris Black                                                        |
| Die Hausfrauen erfahren, dass Marthas Leiche gefunden wurde. Von Felicia erfährt Susan, dass Martha ein Tagebuch geführt hat. Noch bevor Felicia und die Polizei von der Brandstiftung an Edies Haus erfahren, beichtet Susan Edie den Vorfall. Edie beginnt, Susan zu erpressen, sie in ihren Freundeskreis aufzunehmen. Carlos kommt aus dem Gefängnis frei, hat jedoch eine Fußfessel und darf das Haus nicht verlassen. Er möchte ein Kind und vertauscht Gabrielles Anti-Baby-Pillen. George schießt sich bei einem Date mit Bree versehentlich in sein Bein. Als George mehr von Bree will, wird er von ihr abgewiesen. Parker wird von seinen Brüdern Kaugummi in seine Haare geschmiert. Lynette rasiert seine Haare ab. Als Lynette zum Yoga mit Kinderbetreuung geht, glaubt jeder, dass Parker krebskrank sei und Lynette genießt die Vorteile davon, bis sie auffliegt. |           |                          |                                |                      |                                           |                   |                                                                    |
| 13 | 13        | Ertappt!                 | Your Fault                     | 23. Jan. 2005        | 5. Sep. 2005                              | Arlene Sanford    | Kevin Etten                                                        |
| Paul lockt Zach auf eine falsche Fährte, dass Dana noch lebt. Susan ist besorgt, dass Julie und Zach eine Beziehung führen. Als sie dann noch erfährt, dass Julie von Zachs Geheimnis weiß und Zach einen Wutausbruch bekommt, will sie die Beziehung verbieten, doch Zach und Julie hören nicht auf Susan. Helen und ihr Mann Bob fordern von Gabrielle, dass sie John dazu bringt, sich weiterzubilden, anstatt für einen Minimallohn zu arbeiten. Dafür muss sie John klarmachen, dass die Affäre endgültig vorbei ist. Bree und Rex sind weiterhin mit ihrer Scheidung beschäftigt. Lynettes Schwiegervater Rodney kommt zu den Scavos zum Besuch und wird von Lynette in flagranti mit einer anderen Frau erwischt. Lynette ist empört, auch darüber, dass Tom Rodneys Verhalten nicht missbilligt. |           |                          |                                |                      |                                           |                   |                                                                    |
| 14 | 14        | Liebe liegt in der Luft  | Love is in the Air             | 13. Feb. 2005        | 12. Sep. 2005                             | Jeff Melman       | Tom Spezialy                                                       |
| Lynette hat einen großen Nachbarschaftsstreit mit der älteren Bewohnerin Karen McCluskey, da Lynettes Kinder ständig Dinge von Karen stehlen. Nachdem Mike bei einem Spionageeinbruch von einem Nachbar angeschossen wird, wird er von einem mit Noah befreundeten Arzt behandelt. Jedoch bricht die Wunde wieder auf, als Mike und Susan gemeinsam essen, woraufhin Mike ins Krankenhaus eingeliefert wird und Susan sich große Sorgen macht. Lynette bringt Susan schließlich die Dinge aus Mikes Garage, die ihre Kinder bei ihm gestohlen haben. Es handelt sich unter anderem um blutigen Schmuck von Martha Huber. Bree und Rex starten einen Neuanfang. Rex vertraut sich endlich Bree an und erzählt ihr, dass er eine Vorliebe für BDSM habe. Bree will sich darauf einlassen, doch es fällt ihr sehr schwer. Als Felicia ein Bild von Mary Alice sieht, bemerkt sie, dass sie Mary Alice unter dem Namen Angela Forrest kennt, mit der sie früher in Utah zusammengearbeitet hat. |           |                          |                                |                      |                                           |                   |                                                                    |
| 15 | 15        | Lauter Lügen             | Impossible                     | 20. Feb. 2005        | 19. Sep. 2005                             | Larry Shaw        | Marc Cherry & Tom Spezialy                                         |
| Noah Taylor beauftragt Detective Sullivan, Susan über Mikes Vergangenheit zu berichten, die darauf sehr enttäuscht reagiert. Ihre Tochter Julie ist ebenfalls von Zach enttäuscht. Nachdem er auf seiner eigenen Hausparty gemobbt worden ist, deutet er an, dass er sie alle mit dem Revolver seiner Mutter umbringen könne. Ein Freund von John, Justin, bietet sich Gabrielle als kostenloser Gärtner an, allerdings hat er vor, mit Gabrielle zu schlafen. Als sie ihn zur Rede stellt, erzählt er, dass er sichergehen wolle, homosexuell zu sein. Justin wird auf Zachs Party mit Andrew Van de Kamp in flagranti erwischt. Andrews Mutter Bree findet ein Kondom und findet heraus, dass es ihrer Tochter Danielle gehört, da sie vorhat, mit John zu schlafen. Bree kümmert sich darum, dass John sie abweist und hat Erfolg. Danielle ist enttäuscht von John. Nachdem Tom befördert wurde und somit noch weniger zu Hause sein würde, erzählt Lynette der Frau des Chefs, wie ungern sie Tom im Ausland haben wollte. Dadurch erreicht Lynette, dass Tom wieder degradiert wird. |           |                          |                                |                      |                                           |                   |                                                                    |
| 16 | 16        | Das kleine schwarze Buch | The Ladies Who Lunch           | 27. März 2005        | 26. Sep. 2005                             | Arlene Sanford    | Alexandra Cunningham                                               |
| Susan und Edie beginnen Nachforschungen, ob Martha von Paul getötet worden ist und finden in Pauls Haus ein Video. Nachdem Susan sich von Mike distanziert hatte, finden sie wieder zueinander. Gabrielle hat finanzielle Schwierigkeiten, nachdem ihr Haus ein Abwasserproblem bekommen hat. Nachdem Maisy Gibbons wegen Prostitution ins Gefängnis gekommen ist, kommt an die Öffentlichkeit, dass Rex ein Freier von Maisy war. Nachdem Bree von Gabrielles Problemen erfährt und merkt, dass sie auch keine weiße Weste hat, greift sie ihrer Freundin finanziell unter die Arme. Lynette ist aufgebracht, da eine Mutter an der Schule das Gerücht verbreitet, die Scavo-Zwillinge hätten Läuse. |           |                          |                                |                      |                                           |                   |                                                                    |
| 17 | 17        | Helden                   | There Won't Be Trumpets        | 3. Apr. 2005         | 3. Okt. 2005                              | Jeff Melman       | Joey Murphy & John Pardee                                          |
| Susan hat einen Streit mit Edie, da Susan sich mit Edies Bauarbeiter trifft. Mike erklärt Susan in einem Brief seine Vergangenheit und Susan beginnt, Mike zu verzeihen. Juanita Solis stirbt im Krankenhaus aufgrund eines Fehlers einer Krankenschwester. Gabrielle und Carlos bekommen deswegen eine hohe Entschädigung vom Krankenhaus ausgezahlt, und ihre Geldsorgen sind beendet. Bree lässt ihren Sohn Andrew in ein Camp für schwer erziehbare Jugendliche einweisen. Lynette freundet sich mit der gehörlosen Alisa Stevens an, deren Mann sie schikaniert. Lynette setzt sich für sie ein, merkt allerdings bald, dass dies keine gute Idee war. |           |                          |                                |                      |                                           |                   |                                                                    |
| 18 | 18        | Mutterglück              | Children Will Listen           | 10. Apr. 2005        | 10. Okt. 2005                             | Larry Shaw        | Kevin Murphy                                                       |
| Susan ist unglücklich, als sie erfährt, dass ihre Mutter bei ihr einziehen will. Gabrielle wird von Carlos mit Gewalt gezwungen, einen geänderten Ehevertrag zu unterschreiben, damit Gabrielle sich während seiner Haft nicht von ihm trennt. Gabrielle sucht sexuellen Trost bei John. Nachdem Bree auf Lynettes Kinder aufpassen musste und Porter geschlagen hat, weil er unartig war, ist Lynette wütend auf Bree. Bree fährt mit Rex ins Camp von Andrew und muss von ihm erfahren, dass Andrew schwul ist. |           |                          |                                |                      |                                           |                   |                                                                    |
| 19 | 19        | Einsame Herzen           | Live Alone and Like It         | 17. Apr. 2005        | 17. Okt. 2005                             | Arlene Sanford    | Jenna Bans                                                         |
| Susan ist genervt von ihrer Mutter, die ständig andere Männer zu sich einlädt. Nachdem Carlos Gabrielle erpresst hat, versucht Gabrielle, es ihm heimzuzahlen und macht ihn eifersüchtig. Carlos vernichtet daraufhin den Ehevertrag. Lynette hat Karen das Leben gerettet und wird danach von Karen als gute Freundin angesehen. Lynette weist sie zurück, doch dann hat sie Mitleid mit Karen und beginnt ihr zu helfen. Mike und Noah sind am Boden zerstört, als sie die Gewissheit haben, dass Deirdre ermordet wurde. Bree ist unglücklich über Andrews Outing und lädt Reverend Sikes zu sich nach Hause ein. Andrew nimmt dies seiner Mutter übel und erzählt Sikes unter vier Augen, dass er einen Plan habe, seine Mutter zu tyrannisieren. |           |                          |                                |                      |                                           |                   |                                                                    |
| 20 | 20        | Frühlingsgefühle         | Fear No More                   | 1. Mai 2005          | 24. Okt. 2005                             | Jeff Melman       | Adam Barr                                                          |
| Edie erzählt Paul, dass sie mit Susan in seinem Haus herumgeschnüffelt habe. Paul lässt daraufhin Susans Küche explodieren. Susan wendet sich an einen Privatdetektiv, doch sie ahnt nicht, dass dies Jerry Shaw ist, der bereits für Paul arbeitet. Gabrielle bemerkt, dass sie schwanger ist und dass Carlos ihre Pille ausgetauscht hat. Lynette bemerkt, dass Tom schon lange mit seiner ehemaligen Freundin Annabel Foster zusammenarbeitet und wird eifersüchtig. Auch Rex ist eifersüchtig, da er bemerkt, dass der Apotheker George an Bree interessiert ist. |           |                          |                                |                      |                                           |                   |                                                                    |
| 21 | 21        | Das Versprechen          | Sunday In The Park With George | 8. Mai 2005          | 31. Okt. 2005                             | Larry Shaw        | Katie Ford                                                         |
| Kendra erzählt Susan, dass Mike kein Drogendealer war und den Polizisten in Notwehr umgebracht hat. Susan ist überglücklich und will mit Mike eine zweite Chance geben. Gabrielle erzählt John von dem Verdacht, dass er der Vater ihres Baby sein könnte. Gabrielle kann ihn nur in letzter Minute davon abbringen, Carlos die Wahrheit über ihre Affäre zu sagen. Lynette will ihr Sexleben mit Tom wieder in Schwung bringen. Felicia kümmert sich um Zach und macht Paul klar, dass sie ihn in der Hand hat. |           |                          |                                |                      |                                           |                   |                                                                    |
| 22 | 22        | Hals über Kopf           | Goodbye for Now                | 15. Mai 2005         | 7. Nov. 2005                              | David Grossmann   | Josh Senter                                                        |
| Susan bemerkt, dass es noch einige Ungereimtheiten in Mikes Leben gibt und versucht, ihn zu beschatten. Mike wird währenddessen von Felicia in seiner Vermutung bestärkt, dass Paul hinter Deirdres Tod stecke und entführt Paul. Gabrielle erzählt Carlos wütend, dass er nicht der als einziger als Vater des Kindes in Frage käme. Als Gabrielle Justin einen Besuch abstattet, glaubt Carlos, dass Justin die Affäre ist und verprügelt ihn. Da Justin ebenfalls schwul ist, wird Carlos wegen Homophobie verhaftet. Als Annabel vor Tom befördert wird und Tom den Chef zur Rede stellen will, stellt dieser klar, dass Lynette seine Beförderung verhindert hat. Als Tom ausfallend wird, wird er entlassen. George bricht in Brees Haus ein und entdeckt Rex' Sexspielzeuge. Er berichtet Bree davon, dass Rex ihm von seinen Neigungen erzählt habe. Rex erleidet einen Herzinfarkt, doch Bree lässt sich Zeit, ihren Mann ins Krankenhaus zu fahren. |           |                          |                                |                      |                                           |                   |                                                                    |
| 23 | 23        | Alles ist wunderbar      | One Wonderful Day              | 22. Mai 2005         | 14. Nov. 2005                             | Larry Shaw        | Kevin Murphy, Tom Spezialy, John Pardee, Marc Cherry, Joey Murphey |
| Mike hat Paul entführt und will ihn töten. Zach bekommt dies mit, schlägt Felicia nieder und entführt Susan. Als Paul Mike von seiner Vergangenheit erzählt, lässt Mike ihn laufen. Nachdem Tom gefeuert wurde, beschließt er, Hausmann zu sein und Lynette arbeiten zu lassen. Carlos' Gerichtsanhörung steht an. Als John im Gerichtssaal verkündet, dass er es gewesen sei, der mit Gabrielle eine Affäre hatte, schlägt Carlos ihn vor den Augen des Richters nieder. Bree muss von Dr. Craig erfahren, dass ihr Ehemann Rex im Krankenhaus gestorben ist. |           |                          |                                |                      |                                           |                   |                                                                    |

### Episodenbesonderheiten
| Nr. | Episode                                          | Besonderheit |
| --- | ------------------------------------------------ | --- |
| 1   | Schmutzige Wäsche (Pilot)                        | Erste Folge der Serie. Mary Alice Young, die in dieser Episode stirbt, fungiert in der Serie jetzt als Erzählerin. Nicollette Sheridans ehemaliger Verlobter hat in dieser Folge einen Gastauftritt als Polizist. Regisseur Charles McDougall wurde für seine Regie in der Pilotfolge mit einem Emmy ausgezeichnet, ebenso wie Michael Berenbaum, der den Preis in der Kategorie „Beste Single-Camera Picture Editing in einer Comedyserie“ erhielt. |
| 2   | Unter der Oberfläche (Ah, But Underneath)        | Dr. Albert Goldfine und Helen Rowland haben in dieser Folge ihren ersten Auftritt. |
| 3   | Die Nackte Wahrheit (Pretty Little Picture)      | Gabrielles Haushälterin Yao Lin hat in dieser Folge ihren ersten Auftritt. Emmy-Nominierung in der Kategorie „Best Art Direction for a Single-Camera in einer Comedyserie“ |
| 4   | Mit allen Mitteln (Who's That Woman?)            | Elenora Butters und Jerry Shaw haben in dieser Folge ihren ersten Auftritt. Die Figur Jerry Shaw hat seinen Namen nach einem Regisseur der Serie, Larry Shaw. |
| 5   | Eindringlinge (Come In, Stranger)                | Juanita Solis, Alberta Fromme, Ida Greenberg und Noah Taylor tauchen in dieser Folge erstmals auf. Lupe Ontiveros bekam als Juanita Solis für ihr Gastspiel in Staffel 1 eine Emmy-Nominierung als „Beste Gastdarstellerin“ in einer Comedyserie. |
| 6   | Schlachtfelder (Running to Stand Still)          | Jordana Geist, Maisy Gibbons, Mrs. Truesdale und Dr. Sicher tauchen in dieser Folge erstmals auf. |
| 7   | Gewinner und Verlierer (Anything You Can Do)     | Lynettes Tablettenabhändigkeit von Folge 6 bis 8 brachte Felicity Huffman eine Prism-Award-Auszeichnung ein. |
| 8   | Schuldig (Guilty)                                | Der wiederkehrende Gastdarsteller Father Crowley hat in dieser Folge seinen ersten Auftritt. Martha Huber wird in dieser Folge von Paul ermordet, taucht allerdings noch in den nächsten Folgen und Staffeln in Flashbacks auf. Mary Alice tritt in einer Vision von Lynette auf. Felicity Huffman bekam für ihre Verkörperung der Lynette in dieser Folge eine Emmy-Auszeichnung in der Kategorie „Beste Hauptdarstellerin in einer Comedyserie“.   |
| 9   | Das Geständnis (Suspicious Minds)                | Andrews Freund Justin hat in dieser Folge seinen ersten Auftritt. Außerdem sieht man Alejandro Perez kurz in einem Flashback, Alejandro wird zu einer der tragenden Rollen des 8. Staffelgeheimnisses. Für diese Folge gab es Emmy-Nominierungen in den Kategorien „Best Art Direction for a Single-Camera in einer Comedyserie“ und „Beste Kostüme in einer Serie“. Eine Prism-Award-Nominierung gab es in der Kategorie „Beste Episode – Comedy“.  |
| 10  | Versteckspiel (Come Back To Me)                  | |
| 11  | Die große Suche (Move On)                        | George Williams und Felicia Tilmann haben in dieser Folge ihren ersten Auftritt. |
| 12  | Asche auf mein Haupt (Every Day a Little Death)  | |
| 13  | Ertappt! (Your Fault)                            | Tom erwähnt etwas, das er getan habe. Es stellt sich jedoch erst in Staffel 7 heraus, dass er einen One-Night-Stand mit Reneé Perry hatte. |
| 14  | Liebe liegt in der Luft (Love Is in the Air)     | Kathryn Joosten als Karen McCluskey hat in dieser Folge ihren ersten Auftritt. Seither tritt sie regelmäßig bis zum Serienende auf. Da ihre Rolle in Staffel 1 nur als Gastauftritt vorgesehen war, bekam Joosten für diese Folge eine Emmy-Auszeichnung als beste Gastdarstellerin. |
| 15  | Lauter Lügen (Impossible)                        | Man erfährt erstmals von Andrew Van de Kamps Homosexualität, er outet sich jedoch erst später im Laufe der Staffel. Detective Sullivan tritt in dieser Folge erstmals auf. |
| 16  | Das kleine schwarze Buch (The Ladies Who Lunch)  | Mona Clarke und Tish Atherton sind in dieser Folge erstmals zu sehen. Maisy Gibbons hat in dieser Folge ihren letzten Auftritt. |
| 17  | Helden (There Won't Be Trumpets)                 | Die Krankenschwester Ruth Ann Heisel hat in dieser Folge ihren ersten Auftritt. Juanita Solis stirbt in dieser Folge. Ihre Figur taucht allerdings noch in Staffel 8 als Flashback und als Geistererscheinung auf. |
| 18  | Mutterglück (Children Will Listen)               | Sophie Bremer und Morty Flickman tauchen in dieser Folge zum ersten Mal auf. |
| 19  | Einsame Herzen (Live Alone and Like It)          | Reverend Sikes tritt zum ersten Mal in der Serie auf. Den Satz, den Bree zu Andrew sagte, als dieser sich outete Ich würde dich immer lieben, auch wenn du ein Mörder wärst., hat auch Marc Cherrys Mutter zu ihm gesagt, als dieser sich geoutet hat. |
| 20  | Frühlingsgefühle (Fear No More)                  | Melinda McGraw als Annabel Foster hat in dieser Folge ihren ersten Auftritt. Christine Estabrook als Martha Huber ist in dieser Folge als Gastauftritt in einem Flashback zu sehen. |
| 21  | Das Versprechen (Sunday In The Park With George) | Richard Roundtree als Jerry Shaw hat in dieser Folge seinen letzten Auftritt. |
| 22  | Hals über Kopf (Goodbye for Now)                 | Melinda McGraw als Annabel Foster hat in dieser Folge ihren letzten Auftritt. Dr. Lee Craig (Terry Bozeman) taucht zum ersten Mal auf. Ebenfalls neue Figuren in dieser Folge sind Betty und Matthew Applewhite, die das Staffelgeheimnis in Staffel 2 verbergen wollen. |
| 23  | Alles ist wunderbar (One Wonderful Day)          | Erstes Staffelfinale. Mary Alice sowie Deirdre tauchen in einem Flashback auf. Das Staffelgeheimnis wird in dieser Folge aufgelöst. Steven Culp als Rex Van de Kamp stirbt in dieser Episode. |

### Staffelgeheimnis: Mary Alices Tod
Mary Alices Tod ist das große Geheimnis der ersten Staffel von Desperate Housewives. Hier ist aufgelistet, welche Fakten über das Geheimnis in der Staffel gelüftet worden sind:
| Folge | Entdeckung |
| ----- | --- |
| 1     | Mary Alice bringt sich in ihrem Wohnzimmer mit einem Kopfschuss um. |
| 1     | Etwas verbirgt sich im Schwimmbecken im Garten des Hauses. |
| 1     | Paul scheint mehr über Mary Alices Selbstmord zu wissen. |
| 1     | Paul hebt in der Nacht das Schwimmbecken seines Hauses aus. Zach kommt hinzu und Mary Alice‘ Stimme berichtet, dass Zach so etwas schon einmal miterlebt habe. |
| 1     | Mike Delfino beschattet etwas in der Wisteria Lane und trägt eine Waffe bei sich. |
| 1     | Die Hausfrauen finden einen an Mary Alice adressierten Brief bei ihren Sachen mit den Worten „Ich weiß was du getan hast. Es macht mich krank. Ich werde es verraten.“ |
| 2     | Paul hebt eine Truhe aus dem ausgegrabenen Schwimmbecken und versenkt diese im Fluss. |
| 2     | Mike erwähnt erstmals seine ehemalige Freundin Deirdre. |
| 2     | Mike spioniert seine Nachbarschaft aus. |
| 3     | Paul will Mary Alices Waffe zum Schutz behalten. |
| 3     | Die Truhe wird von der Polizei gefunden und enthält menschliche Überreste. |
| 3     | Bree findet ein Tonband von Mary Alice Young in Dr. Goldfines Büro. |
| 3     | Mary Alice lebte in Angst. |
| 4     | Aus dem Tonband erfahren die Hausfrauen, dass Mary Alices richtiger Name Angela ist und sie ständig Albträume von einem gewissen Mädchen hat. |
| 5     | Mike bricht in Alberta Frommes Haus ein, um die Nachbarschaft auszuspionieren. |
| 5     | Mike wurde für seine Taten von Noah Taylor angeheuert und beauftragt, in der Wisteria Lane nach jemandem zu suchen, der böse ist. |
| 6     | Susan kauft Paul eine Decke ab, auf der der Name Dana eingestickt ist. Am selben Tag erzählt auch Zach Julie von einer gewissen Dana. |
| 7     | Dana war ein Baby. |
| 7     | Mike bekommt Besuch von einer gewissen Kendra. Sie spioniert die Wisteria Lane aus, da ihre Schwester verschwunden ist. |
| 8     | Martha Huber hat den Drohbrief an Mary Alice geschickt, ihr Ziel war es, Mary Alice zu erpressen. |
| 9     | Zach kann sich daran erinnern, wie seine Eltern damals Blut aufgewischt haben. |
| 9     | In der Truhe, die Paul in den Fluss geworfen hatte, befanden sich die Überreste einer zerstückelten Frau. |
| 12    | Es war Mikes Ex-Freundin Deirdre, deren Leiche im Garten von Mary Alice vergraben war. |
| 12    | Mikes Auftraggeber Noah Taylor war der Vater der vermissten Deirdre. |
| 12    | Mike hat schon einmal wegen Deirdre getötet. |
| 13    | Paul erzählt Zach, dass Dana noch lebe und Zach sie nicht umgebracht habe. Das sollte dazu dienen, Zach abzulenken, jedoch stimmt diese Information wirklich. |
| 14    | Felicia erkennt Mary Alice auf einem Foto als Angela Forrest wieder, mit der sie in Utah zusammengearbeitet hat. |
| 14    | Deirdre ist in eine schwierige, verfahrene Situation geraten. |
| 15    | Mike Delfino war wegen Drogenhandel und Totschlag im Gefängnis. |
| 16    | Ein Video beweist, dass Mary Alice früher als Angela Forrest in Utah zusammen mit Felicia Tilman gearbeitet hat. |
| 18    | Eine Frau wollte Zach entführen. |
| 18    | Felicia hatte Zach schon einmal als Baby gesehen. |
| 18    | Dana war kein anderes Kind, Zachs früherer, ihm von seiner tatsächlichen Mutter gegebener Name war Dana. |
| 19    | In dieser Folge erfährt man, dass es einen klaren Zusammenhang zwischen dem Geheimnis von Mary Alice und dem Geheimnis von Mike gibt. |
| 20    | Zach ist der Sohn von Deirdre und mit Mary Alice und Paul nach Fairview gezogen. |
| 20    | Deirdre war drogensüchtig. |
| 20    | Durch Felicias Andeutungen hat Martha von Mary Alices Geheimnis erfahren und den Brief geschrieben. |
| 22    | Mike war kein Drogendealer und hat den Polizisten nur in Notwehr getötet. |
| 22    | Kendra war drogensüchtig. |
| 23    | Auflösung: Mary Alice Young und ihr Mann Paul Young kauften der heroinsüchtigen Deirdre Taylor ein Baby ab, das sie von nun an Zach nannten, und flohen nach Fairview, um dort ein neues Leben anzufangen. Als Deirdre plötzlich vor ihrer Haustür stand und ihren Sohn zurückforderte, weigerten sich die Youngs, das Kind herauszugeben. Es kam zum Kampf, in dessen Verlauf Deirdre von Mary Alice erstochen wurde. Paul vergrub die Leiche in einer Spielzeugtruhe unter dem gerade entstehenden Swimmingpool. Die Eheleute rechneten jedoch nicht damit, dass ihre Nachbarin Martha Huber das Geheimnis herausfinden würde. Deren Schwester Felicia Tilman hatte mit Mary Alice in einem Krankenhaus in Utah gearbeitet, bevor diese nach Fairview floh. Als Mary Alice einen anonymen Erpresserbrief erhält, erschießt sie sich. Paul beginnt nach dem Tod seiner Frau, den Swimmingpool umzugraben, und fördert so eine Spielzeugtruhe zutage, die er in einen Fluss wirft. Diese Truhe enthält die Überreste von Deirdre, und wie es der Zufall will, wird sie wieder an Land geschwemmt. Als Paul erfährt, dass Martha den Brief an seine Frau geschrieben hat, tötet er sie aus Wut und versucht, Fairview zu verlassen. Da Zach die Stadt vor allem wegen seiner Nachbarin Julie nicht verlassen will, ist Paul gezwungen, dort zu bleiben. Als Mike erfährt, dass Deirdre von den Youngs umgebracht wurde, entführt er Paul, um ihn zu töten. Mike schafft es jedoch nicht, da Paul ihm von Deirdres Baby erzählt und Mike damit erfährt, dass sich die Youngs jahrelang um seinen Sohn gekümmert hatten. |

### Flashbacks in der Serie
In der Staffel treten häufig Erinnerungen an früher in Erscheinung. Neben den erwähnten Flashback-Episoden im Hauptartikel, wo die ganze Folge auf diesen Flashbacks basiert, sind hier alle Flashbacks der ersten Staffel aufgelistet, an die sich die Rollen erinnern. In Flashbacks treten meist auch tote Figuren in Gastrollen auf.
| Folge | Person         | Erinnerung | Gastrolle                                  |
| ----- | -------------- | --- | ------------------------------------------ |
| 1     | Susan Mayer    | An Mary Alice' Trauerfeier erinnert sich Susan daran, dass die vier Freundinnen mit Mary Alice an ihrem Wohnzimmertisch saßen und Mary Alice dort erwähnt hat, dass niemand ein einfaches und problemloses Leben hat. |                                            |
| 20    | Felicia Tilman | Felicia denkt an ein früheres Gespräch mit ihrer verstorbenen Schwester Martha, das zeigt, dass Martha durch Andeutungen von Felicia mitbekommen hat, das Mary Alice und Paul ein großes Geheimnis haben. Im Nachhinein ist dies der Grund, warum sich Mary Alice erschossen hat.                                                            | Martha Huber (†S01)                        |
| 23    | Paul Young     | Man sieht in Flashbacks am Anfang und am Ende der Folge, wie Mary Alice und Paul der drogensüchtigen Deirdre ihr Kind abkauften, da Mary Alice unfruchtbar war. Nachdem Deirdre nach ihrem Entzug das Kind zurückhaben wollte, kam es zu einem Kampf. Deirdre wurde von Mary Alice erstochen und von Paul unter dem Swimming Pool vergraben. | Mary Alice Young (†S01) Deirdre Taylor (†) |

### Todesfälle der Staffel
| Folge | Person           | Art des Todes                 | Handlung |
| ----- | ---------------- | ----------------------------- | --- |
| 1     | Mary Alice Young | Schussverletzung (Selbstmord) | Nachdem Mary Alice erfahren hat, dass ihre Nachbarin Martha Huber von ihrem Geheimnis weiß und sie damit erpresst, begeht Mary Alice mit ihrem Revolver Suizid.                                                     |
| 8     | Martha Huber     | Erwürgung                     | Aus Rache, dass Martha Schuld am Tod seiner Frau ist, erschlägt Paul Young Martha Huber zunächst mit einem Mixer, erwürgt sie schließlich und vergräbt sie im Wald.                                                 |
| 17    | Juanita Solis    | Treppenfall                   | Nachdem Juanita von Andrew Van de Kamp mit dem Auto überfahren wurde, lag sie lange Zeit im Koma. Als sie eines Nachts aufwachte, verließ sie ihr Zimmer, stürzte die Treppe hinunter und erlag ihren Verletzungen. |
| 23    | Rex Van de Kamp  | Herzversagen                  | Rex Van de Kamp wird von George Williams mit falscher Medizin versorgt und stirbt infolgedessen bei einem erneuten Herzinfarkt.                                                                                     |

## Auszeichnungen

### Emmy
- 2005 – 16 Nominierungen, davon 6 Auszeichnungen:
  - Bestes Casting für eine Comedyserie (Scott Genkinger), (Junie Lowry-Johnson)
  - Beste Regie für eine Comedyserie (Charles McDougall) (Pilot)
  - Beste Gastdarstellerin in einer Comedyserie (Kathryn Joosten)
  - Beste Hauptdarstellerin in einer Comedyserie (Felicity Huffman) (Guilty)
  - Beste Titelmusik Danny Elfman (Desperate Housewives Theme)
  - Best Single-Camera Picture Editing in einer Comedyserie (Michael Berenbaum) (Pilot)
  - Bestes Casting für eine Comedyserie (Scott Genkinger), (Junie Lowry-Johnson)
  - Best Art Direction for a Single-Camera in einer Comedyserie (Thomas A. Walsh), (Erik Carlson), (Erica Rogalla) (Suspicious Minds)
  - Beste Comedyserie
  - Beste Kostüme in einer Serie (Suspicious Minds)
  - Beste Gastdarstellerin in einer Comedyserie (Lupe Ontiveros)
  - Beste Hauptdarstellerin in einer Comedyserie (Marcia Cross)
  - Beste Hauptdarstellerin in einer Comedyserie (Teri Hatcher)
  - Bestes Main Title Design in einer Comedyserie (Garson Yu), (Yolanda Santosa)
  - Best Single-Camera Picture Editing in einer Comedyserie (Pretty Little Picture)
  - Bestes Drehbuch für eine Comedyserie (Marc Cherry)

### Golden Globe Awards
- 2005 – 5 Nominierungen, davon 2 Auszeichnungen:
  - Beste Fernsehserie – Comedy/Musical
  - Beste Hauptdarstellerin in einer Serie – Comedy/Musical (Teri Hatcher)
  - Beste Hauptdarstellerin in einer Serie – Comedy/Musical (Felicity Huffman)
  - Beste Hauptdarstellerin in einer Serie – Comedy/Musical (Marcia Cross)
  - Beste Nebendarstellerin in einer Serie, einer Mini-Serie oder einem Fernsehfilm (Nicollette Sheridan)

### Screen Actors Guild Awards
- 2005 – 2 Auszeichnungen:
  - Bestes Schauspielensemble – Komödie
  - Beste Darstellerin in einer Fernsehserie – Komödie (Teri Hatcher)

### People’s Choice Award
- 2005 – 1 Auszeichnung:
  - Beste neue TV-Serie – Drama

### Teen Choice Awards
- 2005 – 7 Nominierungen, davon 4 Auszeichnungen:
  - Beste neue TV-Serie
  - Bester Cast einer TV-Serie
  - Beste neu entdeckte Darstellerin in einer TV-Serie (Eva Longoria)
  - Bester neu entdeckter Darsteller in einer TV-Serie (Jesse Metcalfe)
  - Bester Darsteller in einer TV-Serie – Comedy (Jesse Metcalfe)
  - Beste Darstellerin in einer TV-Serie – Comedy (Eva Longoria)
  - Beste TV-Serie – Komödie

### Prism Awards
- 2005 – 4 Nominierungen, davon 1 Auszeichnung:
  - Beste Multi-Episode Storyline – Comedy (1.06-1.08: Lynette's Drogenabhängigkeit)
  - Beste Darstellerin in einer Comedyserie (Marcia Cross)
  - Beste Darstellerin in einer Comedyserie (Felicity Huffman)
  - Beste Episode – Comedy (Suspicious Minds)

### Satellite Awards
- 2005 – 4 Nominierungen, davon 1 Auszeichnung:
  - Beste TV-Serie – Musical/Komödie
  - Beste Darstellerin in einer Serie – Musical/Komödie (Marcia Cross)
  - Beste Darstellerin in einer Serie – Musical/Komödie (Felicity Huffman)
  - Beste Darstellerin in einer Serie – Musical/Komödie (Teri Hatcher)
- 2005 – 2 Nominierungen, davon 1 Auszeichnung:
  - Beste Darstellerin in einer Serie – Musical/Komödie (Felicity Huffman)
  - Beste DVD-Veröffentlichung einer TV-Serie (Die komplette erste Staffel)